# Strada provinciale 16 Via Lunga
La strada provinciale 16 Via Lunga è una strada provinciale italiana della città metropolitana di Bologna.

## Percorso
Comincia nel centro di Crevalcore, muovendo dalla ex strada statale 568 di Crevalcore verso sud. Raggiunge Sant'Agata Bolognese, vira ad ovest e di nuovo a sud per intersecare la ex strada statale 255 di San Matteo della Decima. Dopo la frazione Maggi, percorre l'ultimo tratto fino al confine con la provincia di Modena, dove la provinciale ha fine. Il proseguimento della strada porta a Castelfranco Emilia.